# Centaurea ochrocephala
Centaurea ochrocephala là một loài thực vật có hoa trong họ Cúc. Loài này được Wagenitz mô tả khoa học đầu tiên năm 1980.